# Babinac (gmina Ivanska)
Babinac – wieś w Chorwacji, w żupanii bielowarsko-bilogorskiej, w gminie Ivanska. W 2011 roku liczyła 141 mieszkańców.